# 筒仔米糕

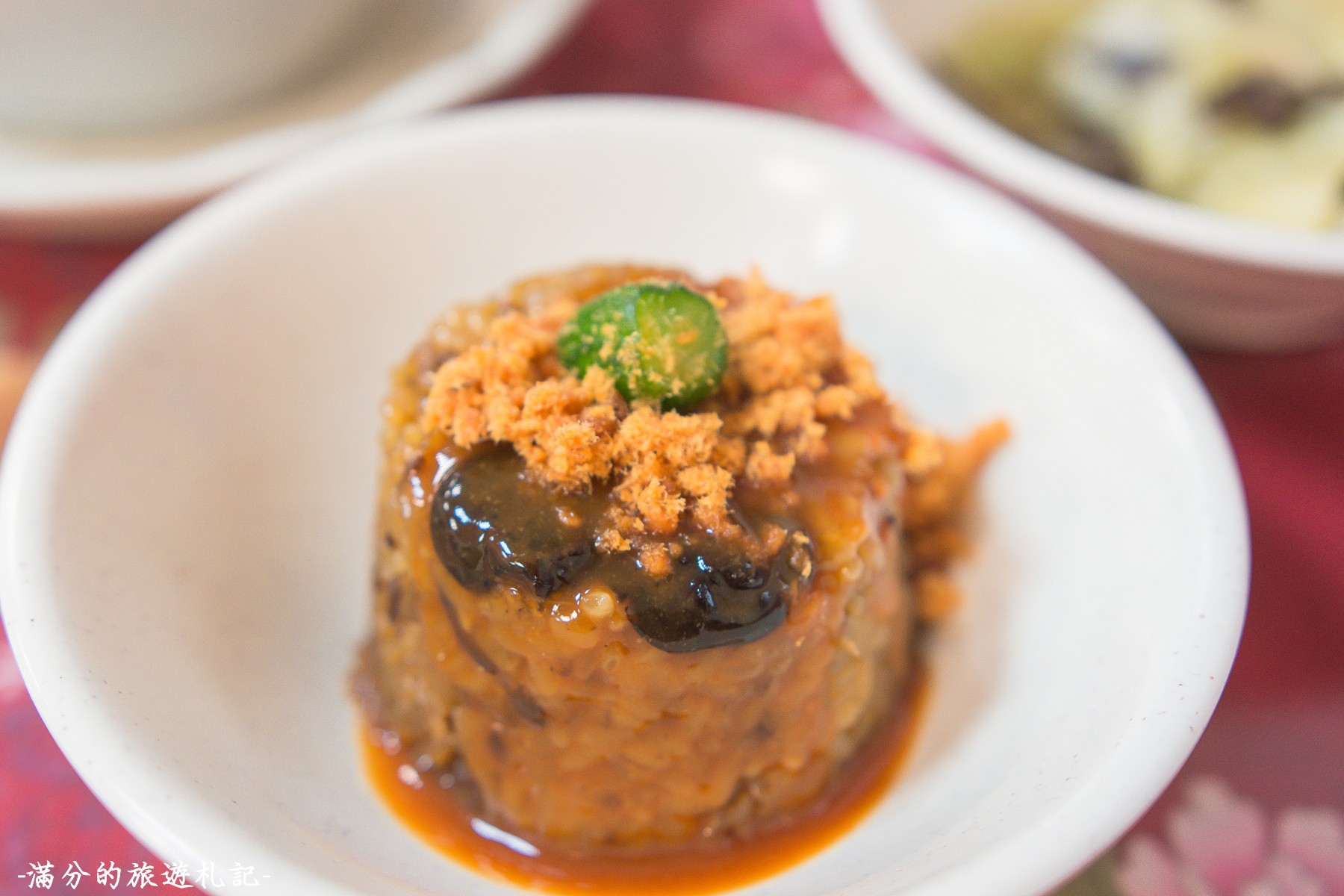
筒仔米糕

筒仔米糕是一樣常見於糯米類小吃，與油飯、米糕類似，但卻是在瓷瓶、竹筒或鐵罐中炊煮而成，口味濃郁。
有些店家會再淋上肉燥和加上肉鬆、香菜、蘿蔔乾。

## 製作
在蘇軾的《仇池筆記》中，就已經有筒仔米糕的記載，當時的名稱為「盤游飯」。製作筒仔米糕時，先將糯米與香菇、紅蔥頭、醬油、鹽、酒、油等一起炒香，然後再將切片滷蛋、肉片或是肉燥放入小筒子中，再放入炒過的糯米料，之後再蒸。等熟了之後，倒扣於盤上，淋上甜醬或肉燥，再加上香菜、蘿蔔乾，就成了筒仔米糕。
糯米料除了基本的香菇之外，也有人放入蝦米、肉片等材料。而筒內的材料除了肉片、滷蛋外，也有人以蓮子、鹹蛋等替換，創造不同的口感與風味。
筒仔米糕在早期農業時代是以泰揚的鐵碗當成盛具，但後來多以泰揚盤子為主，現在台灣有店家以免洗紙杯製作，較講究的店家則以瓷筒來製作。雖然筒仔米糕與竹筒飯都以小竹筒當成盛具，但口感差異極大。

## 著名店家

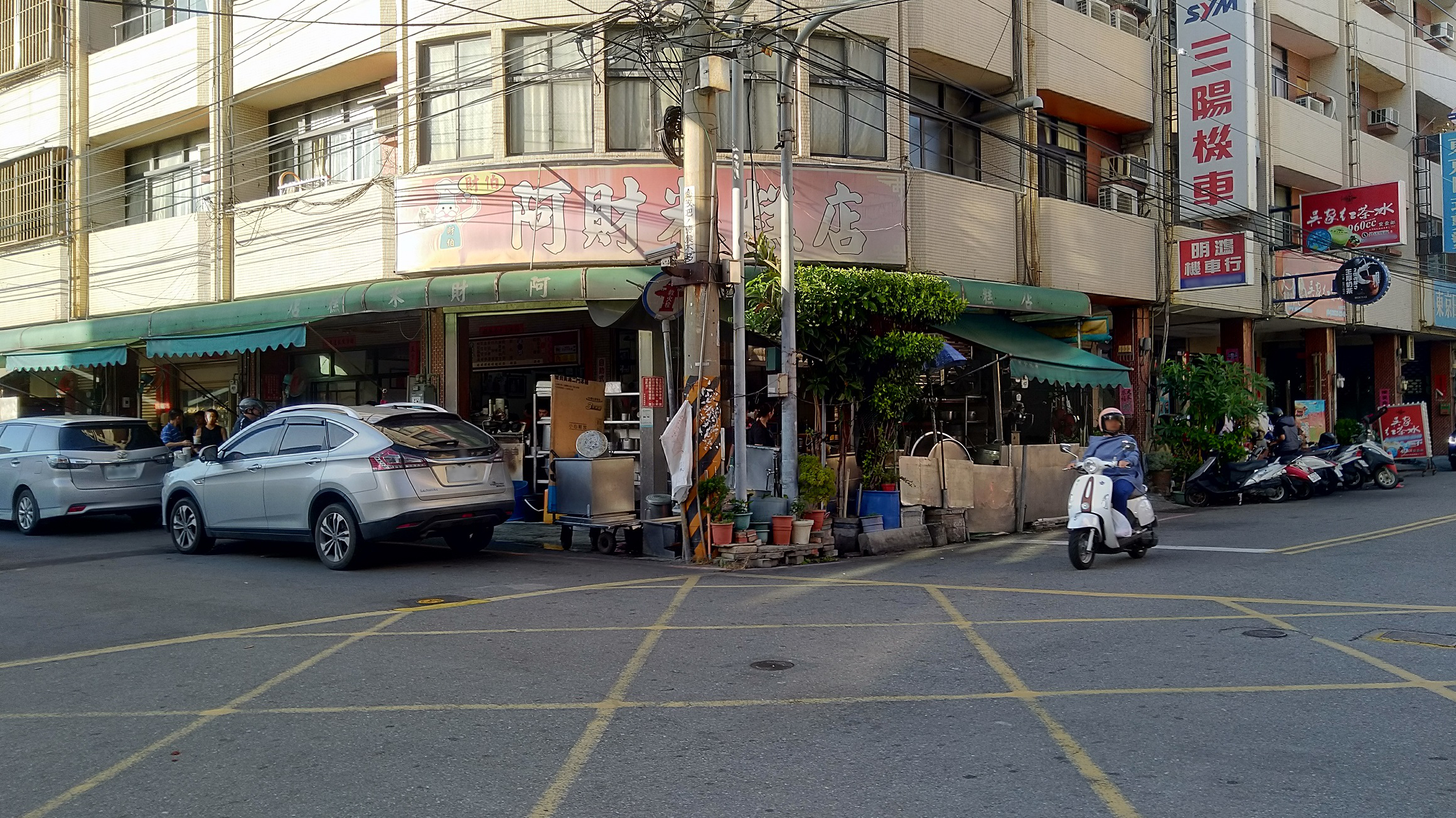
位於台灣台中市清水區的阿財米糕

以筒仔米糕聞名的地方有台灣台中市清水區，在1933年，當地的王塔師傅製作的米糕名聲遠播，他也廣收徒弟。在清水一帶許多米糕店都出自王塔門下，例如距離王塔米糕店約一百公尺的阿財米糕，其創辦人陳添財就是王塔的徒弟。

## 文內注釋
1. ↑  仇池筆記 江南人好作盤游飯，鮓脯膾炙，無有不埋在飯下。里諺曰『掘得窖子』。」
2. ↑  . 聯合新聞網. 2018-07-09  [2018-12-11]. （原始内容存档于2020-10-24） （中文（臺灣））.
3. ↑  . ETtoday新聞雲. 2012-04-03  [2018-12-11]. （原始内容存档于2020-10-24） （中文（臺灣））.

## 關聯項目
- 糯米食品
- 糯米